# Панъевропейский транспортный коридор № 8
Панъевропейский транспортный коридор № 8 — один из панъевропейских коридоров. Он курсирует между Дуррес в Албании и Варна в Болгарии. Коридор проходит по маршруту: Дуррес – Тирана – Скопье – Битола – София – Бургас – Варна (протяжённость 1300 км).
Он включает в себя как автомобильные, так и железнодорожные маршруты. Оба начинаются на итальянском побережье Адриатического моря в Бари или Бриндизи с паромной переправой в Дуррес в Албании. Отсюда маршруты пересекают южные Балканы в Болгарию, а оттуда в Варну, на болгарское побережье Черного моря. Хотя он еще не завершен, в целом он проходит параллельно железнодорожному маршруту: Дуррес/Влёра-Лин-Радожда-Кичево-Скопье-Куманово-Беляковце-Крива-Паланка-Гюешево-София-Бургас-Варна.

## Описание автомобильного маршрута
Дорога начинается в Албании либо в Дурресе (SH4), либо в Влёре (A2), оба расположены на побережье Адриатического моря. Она пересекается в Рогожине (SH7, SH3) и идет в сторону Эльбасана. Затем она пересекает границу с Северной Македонией у Охридского озера, а затем идет на север до Тетово, в основном как двухполосная дорога с одной проезжей частью. Участок между Охридом и Кичево будет преобразован в автомагистраль. Автомагистраль А2 проходит между Тетово и Скопье, а автомагистраль А1 — между Скопье и Куманово.
Между Куманово и Радомиром, Болгария, она снова проходит как двухполосная дорога с одной проезжей частью. От Радомира до Перника она модернизирована до 4-полосной дороги с двусторонним движением. Недалеко от Перника маршрут соединяется с автомагистралью «Струма» (А3) примерно на 20 км до столицы Болгарии Софии. Пройдя через кольцевую дорогу Софии, маршрут соединяется с автомагистралью «Фракия» (А1) на протяжении 360 км до Бургаса, минуя по пути Пазарджик, Пловдив, Стара-Загора и Ямбол. В Бургасе маршрут поворачивает на север и проходит вдоль побережья Чёрного моря в основном по однопутной дороге (I-9). Маршрут пересекает автомагистраль «Черно Море» (А5) на протяжении 10 км и достигает конечного пункта назначения – Варны.